# Calleupalamus superbus
Calleupalamus superbus là một loài tò vò trong họ Ichneumonidae.